# 横尾山
横尾山（よこおやま）は、山梨県北杜市（旧北巨摩郡須玉町）と長野県南佐久郡川上村の境にあり、秩父山地の西端域にある山。標高1,818m。
山梨百名山の1つ。山頂は東西に長く伸びている（尾根が横に長い）。南麓に黒森鉱泉がある。北西方面にシャトレーゼスキーリゾート八ヶ岳があり、その先には野辺山高原がある。富士川（太平洋へ注ぐ）と千曲川（信濃川となって日本海へ注ぐ）の分水嶺。
初夏、6月中旬頃まで、レンゲツツジが咲く。

## 隣接する山
- 信州峠 - JR小海線が開通する以前の、信州と甲州を結ぶ重要な交易路・峠道。
- 女山
- 飯盛山